# Route 216 (Alberta)

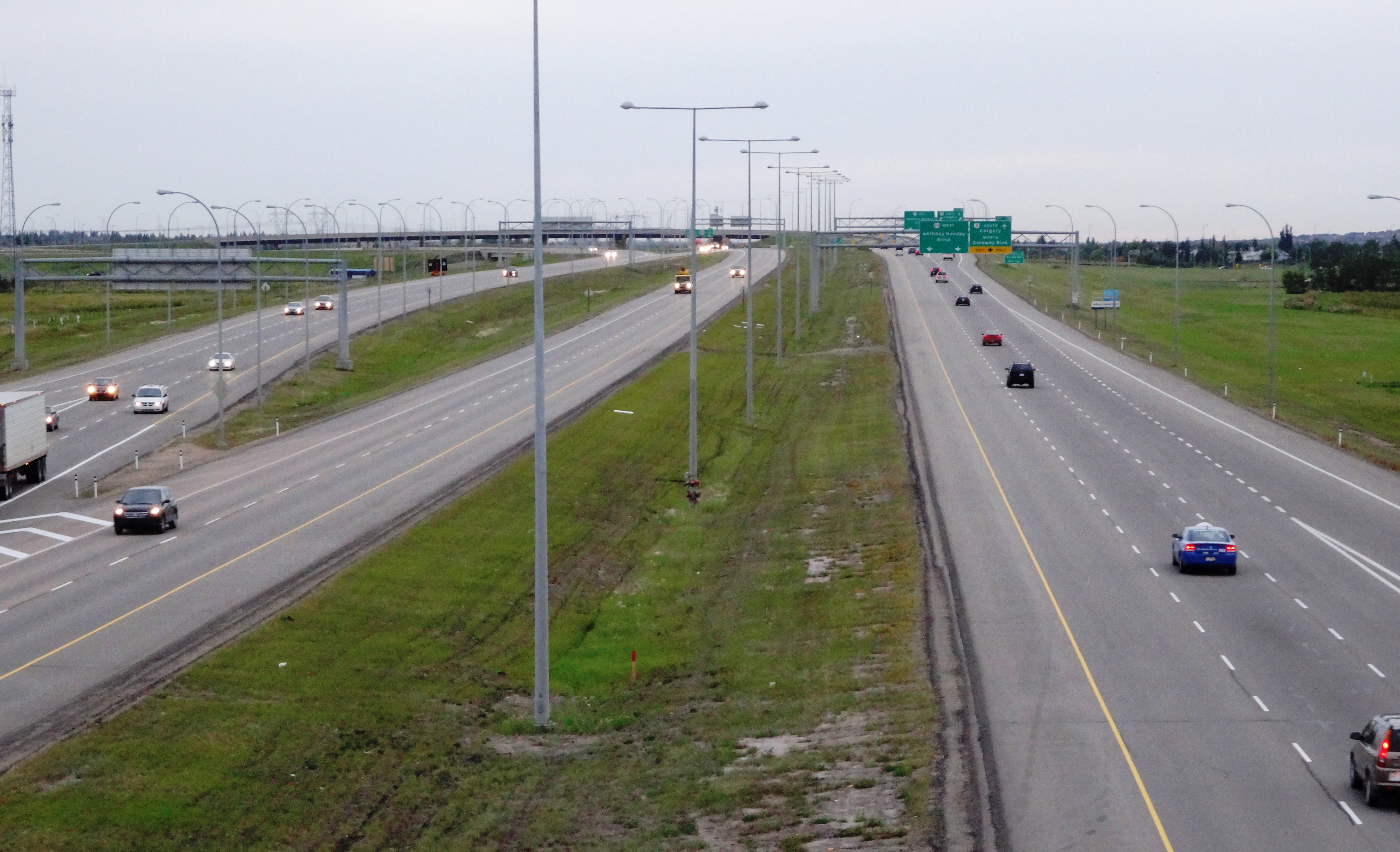
Vue vers l'ouest depuis 91 Street

La Route 216, mieux connue comme la Anthony Henday Drive, est une autoroute circulaire de 78 km (48 mi) qui encercle Edmonton en Alberta. Il s'agit d'une autoroute très fréquentée car elle agit comme voie de contournement de la ville et fait partie du corridor CANAMEX reliant le Canada, les États-Unis et le Mexique. À son point le plus achalandé, près du West Edmonton Mall, l'autoroute enregistre plus de 105 000 véhicules quotidiennement en 2022. En 2019, des travaux ont débuté pour faire passer l'autoroute de quatre à six voies dans cette section. Ces travaux se sont terminés en 2023.
La route 2 (Calgary Trail) au sud d'Edmonton est désigné comme le point de départ de l'autoroute et ses numéros augmentent alors qu'elle fait une boucle dans le sens horaire. Elle traverse la rivière Saskatchewan Nord, le quartier de Cameron Heights puis Whitemud Drive, Stony Plain Road et la route 16 (Yellowhead Trail). Elle continue vers l'est en passant par 97 Street et Manning Drive, puis, bifurque vers le sud et traverse à nouveau la rivière Saskatchewan Nord. La route entre dans le comté de Strathcona et croise à nouveau la route 16 (Yellowhead Trail) et Whitemud Drive. Elle passe dans la communauté de Sherwood Park. Continuant vers le sud, la route croise la route 14 et entre à nouveau dans les limites d'Edmonton. Elle bifurque vers l'ouest et complète la boucle alors qu'elle rencontre à nouveau la route 2.

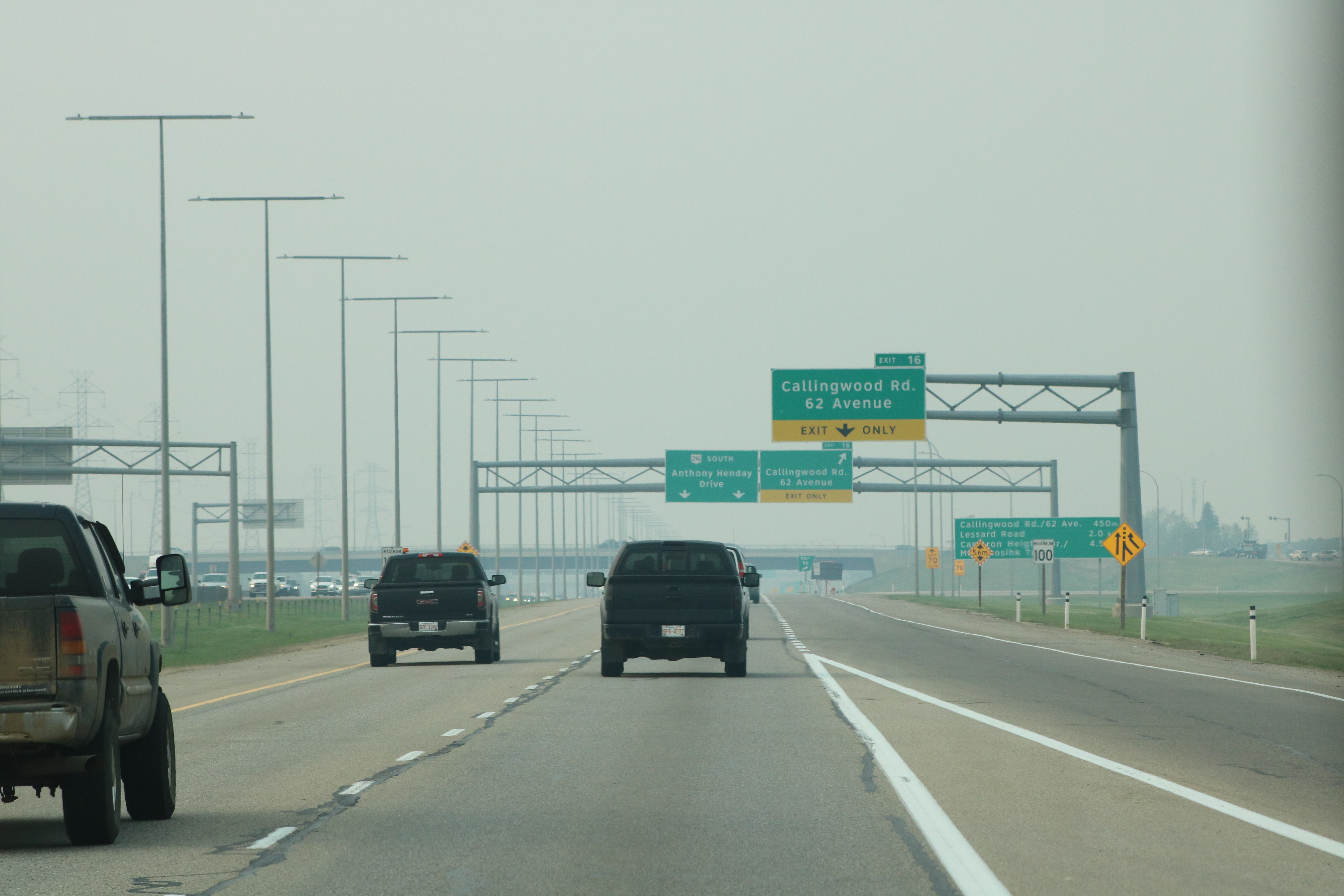
Vue vers le sud après l'échangeur de Whitemud Drive

Dans la planification de l'autoroute, il a été choisi qu'elle porterait le nom de l'explorateur anglais Anthony Henday, lequel serait, d'après certains historiens, l'un des premiers européens à visiter Edmonton. Son numéro, 216, dérive des numéros des deux routes majeures de la ville, la route 2 et la route 16. Construite en plus de 26 ans à un coût final de 4,3 milliards de dollars, l'autoroute Henday est devenue la première autoroute à encercler complètement une ville majeure canadienne alors que le dernier segment a ouvert en octobre 2016. Les premiers travaux de planification de la route ont eu lieu dans les années 1950 et les premières acquisitions de terrains dans les années 1970. Le premier segment à ouvrir sous forme de voie expresse a ouvert en 1990.

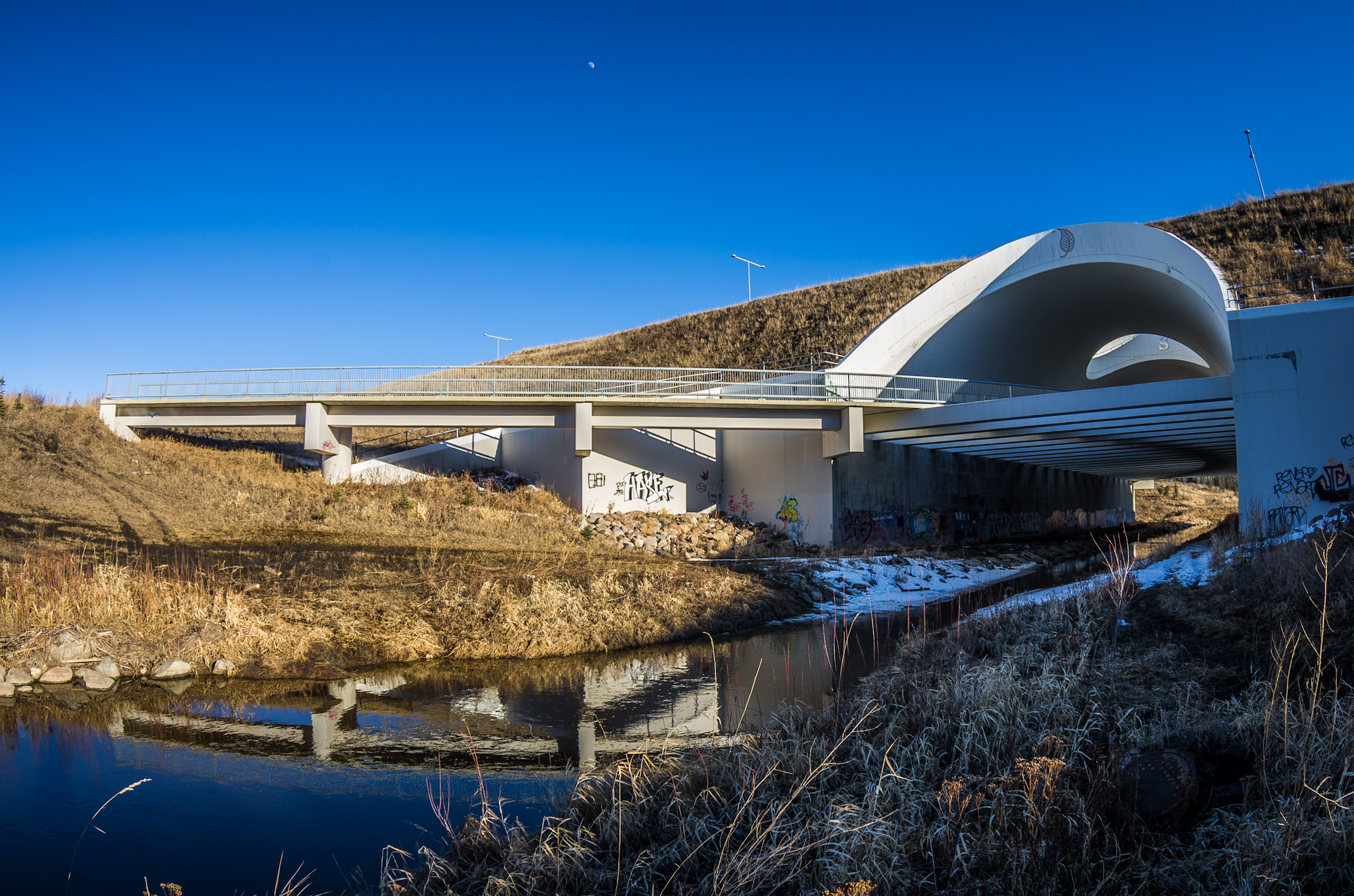
Structure au-dessus de Whitemud Creek permettant le passage d'une piste cyclable et de la faune

## Liste des sorties
| Ville                                     | km    | Sortie                                | Destinations                                                                           | Notes                                                                            |
| ----------------------------------------- | ----- | ------------------------------------- | -------------------------------------------------------------------------------------- | -------------------------------------------------------------------------------- |
| Edmonton                                  | 0,00  | 78                                    | AB-2 (Calgary Trail / Gateway Boulevard) – Aéroport, Red Deer, Calgary                 | Indiqué sortie 78A (nord) et 78B (sud)                                           |
| Edmonton                                  | 1,50  | Traverse Blackmud Creek               | Traverse Blackmud Creek                                                                | Traverse Blackmud Creek                                                          |
| Edmonton                                  | 2,00  | 2                                     | 111 Street                                                                             |                                                                                  |
| Edmonton                                  | 3,90  | 4                                     | 135 Street                                                                             | Direction est seulement                                                          |
| Edmonton                                  | 5,00  | Traverse Whitemud Creek               | Traverse Whitemud Creek                                                                | Traverse Whitemud Creek                                                          |
| Edmonton                                  | 6,40  | 6                                     | Rabbit Hill Road                                                                       |                                                                                  |
| Edmonton                                  | 8,30  | 8                                     | Terwillegar Drive                                                                      |                                                                                  |
| Edmonton                                  | 10,30 | Traverse la rivière Saskatchewan Nord | Traverse la rivière Saskatchewan Nord                                                  | Traverse la rivière Saskatchewan Nord                                            |
| Edmonton                                  | 11,70 | 12                                    | Maskêkosihk Trail / Cameron Heights Drive                                              |                                                                                  |
| Edmonton                                  | 14,10 | 14                                    | Lessard Road                                                                           |                                                                                  |
| Edmonton                                  | 15,60 | 16                                    | Callingwood Road / 62 Avenue                                                           |                                                                                  |
| Edmonton                                  | 17,60 | 18                                    | AB-2 sud (Whitemud Drive)                                                              | Terminus sud du multiplex avec l'AB-2; indiqué sortie 18A (est) et 18B (ouest)   |
| Edmonton                                  | 18,80 | 19                                    | Webber Greens Drive / 87 Avenue – West Edmonton Mall                                   |                                                                                  |
| Edmonton                                  | 20,50 | 21                                    | AB-16A ouest (Stony Plain Road) / 100 Avenue est – Spruce Grove, Stony Plain           | Terminus est de l'AB-16A                                                         |
| Edmonton                                  | 22,40 | 22r                                   | 109 Avenue                                                                             | Direction sud seulement                                                          |
| Edmonton                                  | 22,50 | 22r                                   | 111 Avenue                                                                             | Direction nord seulement                                                         |
| Edmonton                                  | 24,50 | 25                                    | AB-2 nord / AB-16 (Route Yellowhead) – Jasper, Edmonton                                | Terminus nord du multiplex avec l'AB-2; sortie 378 de l'AB-16                    |
| Edmonton                                  | 26,70 | 27                                    | Ray Gibbon Drive / 184 Street – Saint-Albert                                           |                                                                                  |
| Edmonton                                  | 30,80 | 31                                    | AB-2 (St. Albert Trail / Mark Messier Trail) – Saint-Albert                            |                                                                                  |
| Edmonton                                  | 32,90 | 33                                    | Campbell Road – Saint-Albert                                                           |                                                                                  |
| Edmonton                                  | 35,30 | 35                                    | 127 Street                                                                             |                                                                                  |
| Edmonton                                  | 39,00 | 39                                    | AB-28 (97 Street) – Cold Lake, Fort McMurray                                           |                                                                                  |
| Edmonton                                  | 42,40 | 43                                    | 66 Street                                                                              |                                                                                  |
| Edmonton                                  | 45,70 | 46                                    | AB-15 (Manning Drive) – Fort Saskatchewan                                              |                                                                                  |
| Edmonton                                  | 48,70 | 49                                    | 153 Avenue                                                                             |                                                                                  |
| Edmonton                                  | 49,70 | Traverse la rivière Saskatchewan Nord | Traverse la rivière Saskatchewan Nord                                                  | Traverse la rivière Saskatchewan Nord                                            |
| Edmonton                                  | 52,20 | 52                                    | Aurum Road                                                                             |                                                                                  |
| Comté de Strathcona                       | 54,30 | 54                                    | AB-16 (Route Yellowhead) – Lloydminster, Edmonton                                      | Sortie 400 de l'AB-16                                                            |
| Comté de Strathcona                       | 57,40 | 58                                    | Baseline Road / 101 Avenue – Sherwood Park, Edmonton                                   |                                                                                  |
| Comté de Strathcona                       | 60,40 | 61                                    | Sherwood Park Freeway (AB-100) ouest / AB-630 est (Wye Road) – Sherwood Park, Edmonton | Indiqué sortie 61A (ouest) et 61B (est)                                          |
| Comté de Strathcona                       | 63,80 | 64                                    | AB-14 ouest (Whitemud Drive) / AB-628 est                                              | Terminus nord du multiplex avec l'AB-14; indiqué sortie 64A (ouest) et 64B (est) |
| Comté de Strathcona                       | 66,70 | 67                                    | AB-14 est (Poundmaker Trail) – Camrose, Wainwright                                     | Terminus sud du multiplex avec l'AB-14                                           |
| Comté de Strathcona                       | 67,50 | 67                                    | AB-14 est (Poundmaker Trail) – Camrose, Wainwright                                     | Terminus sud du multiplex avec l'AB-14                                           |
| Edmonton                                  | 69,40 | 70                                    | 17 Street                                                                              |                                                                                  |
| Edmonton                                  | 72,80 | 73                                    | 50 Street                                                                              |                                                                                  |
| Edmonton                                  | 76,00 | 76                                    | 91 Street                                                                              |                                                                                  |
| Edmonton                                  | 77,60 | 78                                    | AB-2 (Calgary Trail / Gateway Boulevard) – Aéroport, Red Deer, Calgary                 | Indiqué sortie 78A (nord) et 78B (sud)                                           |
| Edmonton                                  | 0,00  | 78                                    | AB-2 (Calgary Trail / Gateway Boulevard) – Aéroport, Red Deer, Calgary                 | Indiqué sortie 78A (nord) et 78B (sud)                                           |
| - Terminus de multiplex - Accès incomplet |       |                                       |                                                                                        |                                                                                  |